# George Washington (rzeźba)
George Washington – rzeźba autorstwa amerykańskiego rzeźbiarza Horatio Greenougha stworzona w 1840, znajdująca się w zbiorach National Museum of American History w Waszyngtonie, będącego oddziałem Smithsonian Institution.

## Opis
W roku 1832, z okazji setnej rocznicy urodzin pierwszego prezydenta Stanów Zjednoczonych Jerzego Waszyngtona, Kongres USA zamówił u artysty pomnik ojca narodu amerykańskiego. Greenough stworzył rzeźbę Waszyngtona symbolizującą wolność i pokój.   
Mierząca około 3,5 metra rzeźba wykonana jest z marmuru i odwołuje się do wzorców greckich. Pełen majestatu Jerzy Waszyngton z nagim torsem i sandałami na stopach, okryty jest togą. Prawą rękę z wyciągniętym palcem wskazującym skierowaną ma ku niebu, a w lewej dłoni trzyma miecz symbolizujący władzę, który przekazuje ludowi. Siedzi na krześle pokrytym symbolami bohaterskiego narodu: grecki bóg Apollo w swoim rydwanie reprezentuje amerykańskie oświecenie, Herakles ratujący siebie i swojego brata Ifiklesa przed wężem symbolizuje odwagę narodu amerykańskiego a Krzysztof Kolumb i Indianin reprezentują spotkanie starego i nowego świata.   
Niekonwencjonalna rzeźba była prezentowana w rotundzie Kapitolu w latach 1841–1843, kiedy to została przeniesiona na zewnątrz gmachu. W 1908 Kongres przekazał rzeźbę Smithsonian Institution, gdzie była eksponowana w Smithsonian Castle aż do przeniesienia jej do National Museum of American History w 1964.